# Kosztolányi Balázs
Kosztolányi Balázs (1948. június 27. – 2012. október 9.) színész, gépészmérnök.

## Élete
Édesapja Kosztolányi Tibor jogász, édesanyja Gervay Auguszta tanítónő, testvére Kosztolányi Péter (1945–1965) volt.
1962 és 1966 között a budapesti Épületgépészeti Technikumba járt. 1962-ben a Hogy állunk fiatalember c. filmhez kerestek főszereplőt, és az iskolai meghallgatáson választották ki első filmfőszerepére. 
1963-ban a Nemzeti Színházban Shakespeare Macbeth című darabjában Donalbain szerepében olyan színészlegendákkal játszhatott együtt, mint Kállai Ferenc, Sinkovits Imre és Lukács Margit, a rendező Major Tamás volt.
1967-ben ismét főszerepet kapott Banovich Tamás Ezek a fiatalok c. filmjében. A hatvanas évek fiataljairól szóló zenés filmben Koncz Zsuzsával, Berek Katival, Őze Lajossal és Kállai Ferenccel játszott együtt. A film dalaiból nagylemez készült az Illés, az Omega és a Metro együttes közreműködésével.
Ezután számos Jancsó Miklós rendezte filmben kapott kisebb szerepeket, de sosem tett le azon szándékáról, hogy elvégezze a műszaki egyetemet, és mérnök legyen.
A Budapesti Műszaki Egyetem Gépészmérnöki Kar épületgépész szakára járt 1967-től, ahol 1972-ben épületgépész mérnöki diplomát szerzett.
Az egyetem elvégzése után a mérnöki munkára összpontosított, nem vállalt több filmes szerepet. 1972-től a Budapesti Építéstudományi Intézetben dolgozott tudományos munkatársként, később főmunkatársként. Az intézet felszámolását követően számos külföldi tulajdonú cégnél volt ügyvezető egészen nyugdíjazásáig.
1975-ben kötött házasságot, felesége Mészáros Klára, két gyermekük született: Tamás 1978-ban, Ádám 1981-ben.
Nagy szerelme a Balaton volt. Nagyszüleinek Almádiban volt nyaralójuk és születésétől kezdve nyarakat töltött a tó mellett. Itt érték az első vitorlás élmények is.
Hajós szenvedélyét mutatja, hogy a hazai vizekre érvényes vitorlás jogosítványon felül a korlátlan, világtengerekre érvényes képesítést is megszerezte.
Nyugdíjba vonulása után kora tavasztól késő őszig Birdie nevű hajóján vitorlázott a Balatonon. Fiaival számos vitorlásversenyen indultak, és szerepeltek sikeresen. 2011-ben nagy álma teljesült, amikor Európa legnagyobb tókerülő versenyén, a Kékszalagon első helyen végzett hajójával, saját kategóriájában (Yardstick III.).
Tragikus halála is a Balatonon, hajózás közben érte, 2012. október 9-én.

## Filmjei
| Év   | Cím                           | Szerep          |
| ---- | ----------------------------- | --------------- |
| 1971 | Égi bárány                    | Darutollas      |
| 1970 | Szép lányok ne sírjatok       | Savanyú barátja |
| 1969 | Virágvasárnap                 |                 |
| 1969 | Sirokkó                       |                 |
| 1968 | Fényes szelek                 | Balázs          |
| 1968 | Fejlövés                      | Határőr         |
| 1968 | Der Turm der verbotenen Liebe | Philippe        |
| 1967 | Édes és keserű                | Lajoska         |
| 1967 | Ezek a fiatalok               | Koroknai Laci   |
| 1963 | Hogy állunk, fiatalember?     | Bálint Andris   |